# Draba praealta
Draba praealta là một loài thực vật có hoa trong họ Cải. Loài này được Greene mô tả khoa học đầu tiên năm 1896.